# Lepidodactylus magnus
Lepidodactylus magnus — вид геконоподібних ящірок родини геконових (Gekkonidae). Ендемік Папуа Нової Гвінеї.

## Поширення і екологія
Lepidodactylus magnus мешкають в горах Бісмарка у східній частині Центрального хребта на острові Нова Гвінея. Вони живуть у вологих гірських тропічних лісах, на плантаціях та поблизу людських поселень. Зустрічаються на висоті від 1000 до 2030 м над рівнем моря.